# 冷泉宗家
冷泉宗家（れいぜい むねいえ、元禄15年（1702年）7月23日 - 明和6年（1769年）8月18日）は、江戸時代中期の公卿。

## 官歴
- 宝永3年（1706年）：従五位下
- 享保2年（1717年）：正五位下
- 享保5年（1720年）：従四位下
- 享保6年（1721年）：左少将
- 享保8年（1723年）：従四位上
- 享保11年（1726年）：正四位下
- 享保12年（1727年）：右中将
- 享保15年（1730年）：従三位
- 享保19年（1734年）：参議
- 享保20年（1735年）：正三位
- 元文3年（1738年）：東照宮奉幣使
- 延享3年（1746年）：権中納言
- 延享4年（1747年）：従二位、民部卿
- 宝暦3年（1753年）：正二位
- 宝暦7年（1757年）：権大納言
- 明和2年（1765年）：出家のため致仕

## 系譜
- 父：冷泉為俊
- 子：冷泉為栄